# Flubromazepam
Il flubromazepam è uno psicofarmaco della categoria delle benzodiazepine che è stato sintetizzato per la prima volta nel 1960, ma non è mai stato commercializzato.  Può essere somministrato per via orale.
Il farmaco è strutturalmente, molto simile al Fenazepam, soltanto che al posto dell'atomo di cloro, c'è un atomo di fluoro.